# Хрупалла, Павел
Павел Хрупалла (пол. Paweł Chrupałła; род. 16 марта 2003, Шпротава, Любушское воеводство) — польский и норвежский футболист, полузащитник шведского «Хальмстада».

## Клубная карьера
Футболом начал заниматься в клубах «Тросвик» и «Фредрикстад». На некоторое время возвращался в Польшу, где тренировался с «Заглембе» из Любина, а также выступал за юношескую команду «Шлёнска». Затем вернулся в Норвегию, где присоединился к молодёжной команде «Русенборга». В ноябре 2020 года подписал с клубом первый профессиональный контракт, рассчитанный на два года.
Во второй половине 2021 года перешёл на правах аренды в команду первого дивизиона «Схьёрдалс-Блинк», но из-за травмы провёл в его составе всего одну игру. В июне 2022 года дебютировал за основной состав «Русенборга» в матче кубка Норвегии с «Левангером». 25 июня в игре с «Кристиансунном» дебютировал в чемпионате Норвегии появившись на поле на 76-й минуте.
В августе 2022 года на правах аренды до конца сезона перешёл в «Кристиансунном». Затем также отправлялся в аренду в польскую «Вислу» из Плоцка и норвежский «Сарпсборг 08».
В начале января 2025 года перешёл в шведский «Хальмстад», с которым подписал контракт, рассчитанный на три года.

## Карьера в сборной
Выступал за юношеские сборные Польши и Норвегии.